# Ralph Caspers

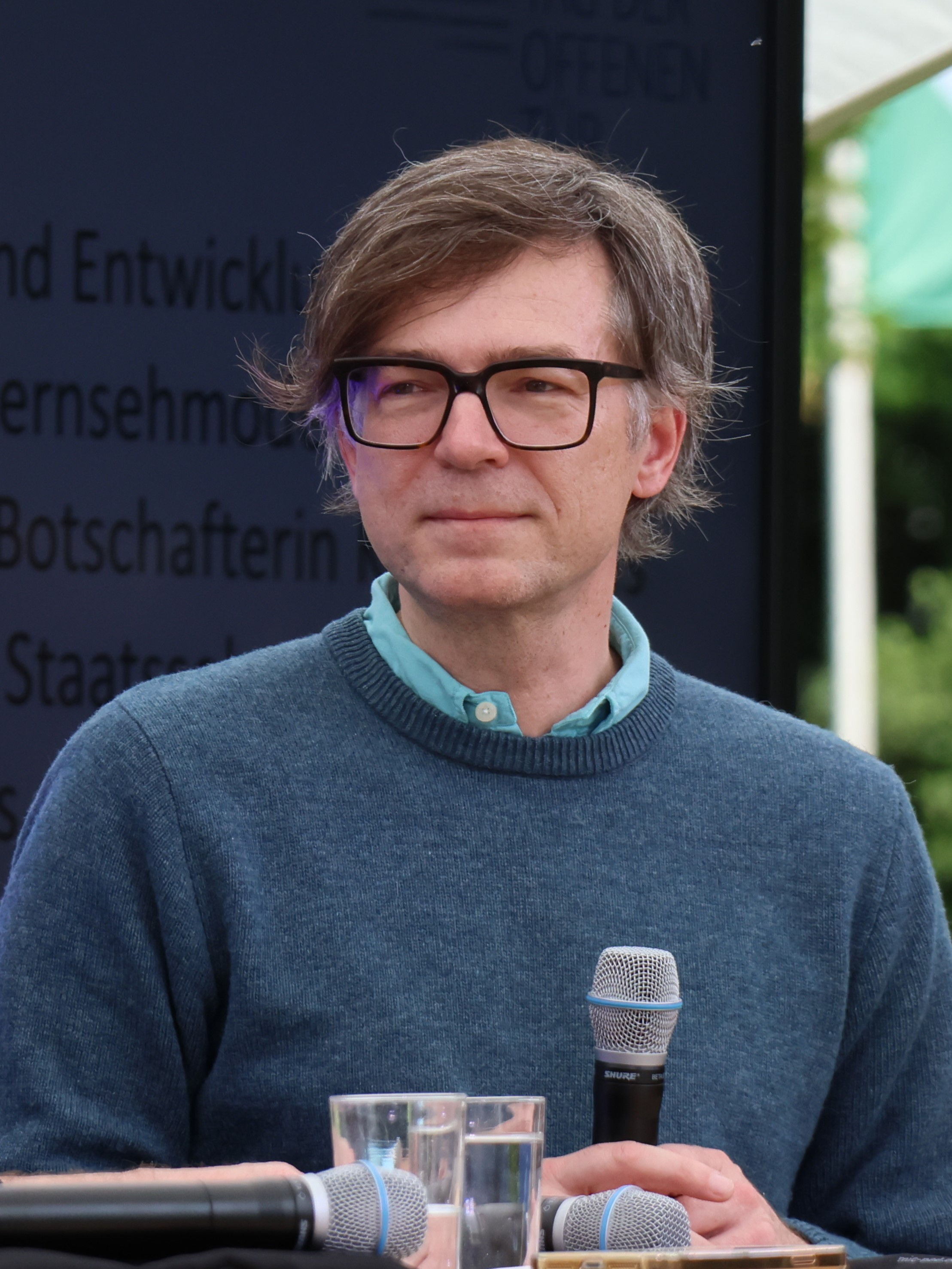
Ralph Caspers auf dem Bürgerfest zu 75 Jahre Grundgesetz in Bonn (2024)

Ralph Caspers (* 18. Januar 1972 auf Borneo, Indonesien) ist ein deutscher Fernsehmoderator, Autor, Drehbuchautor und Schauspieler.

## Leben

### Frühe Jahre
Ralph Caspers wurde auf dem indonesischen Teil der Insel Borneo geboren, wohin seine Eltern vor seiner Geburt ausgewandert waren, um für die Hilfsorganisation Orangutan Foundation International (OFI) im Nationalpark Tanjung Puting Orang-Utans großzuziehen. Als seine Mutter erneut schwanger wurde, reisten sie 1975 zurück nach Deutschland. Nach der Scheidung seiner Eltern im Jahr 1977 lebte er mit seiner Schwester beim Vater, später bei der Mutter.
Nach dem Abitur am Antoniuskolleg in Neunkirchen-Seelscheid 1991 arbeitete Caspers, der ursprünglich Designer werden wollte, in der Pathologie, in einer Werbeagentur sowie in verschiedenen Fernsehproduktionsfirmen. Seinen Zivildienst leistete er in Bonn-Tannenbusch, wo er in der Einzelbetreuung von schwerbehinderten Kindern arbeitete. Von 1997 bis 2002 studierte er an der Kunsthochschule für Medien in Köln.

### Werdegang

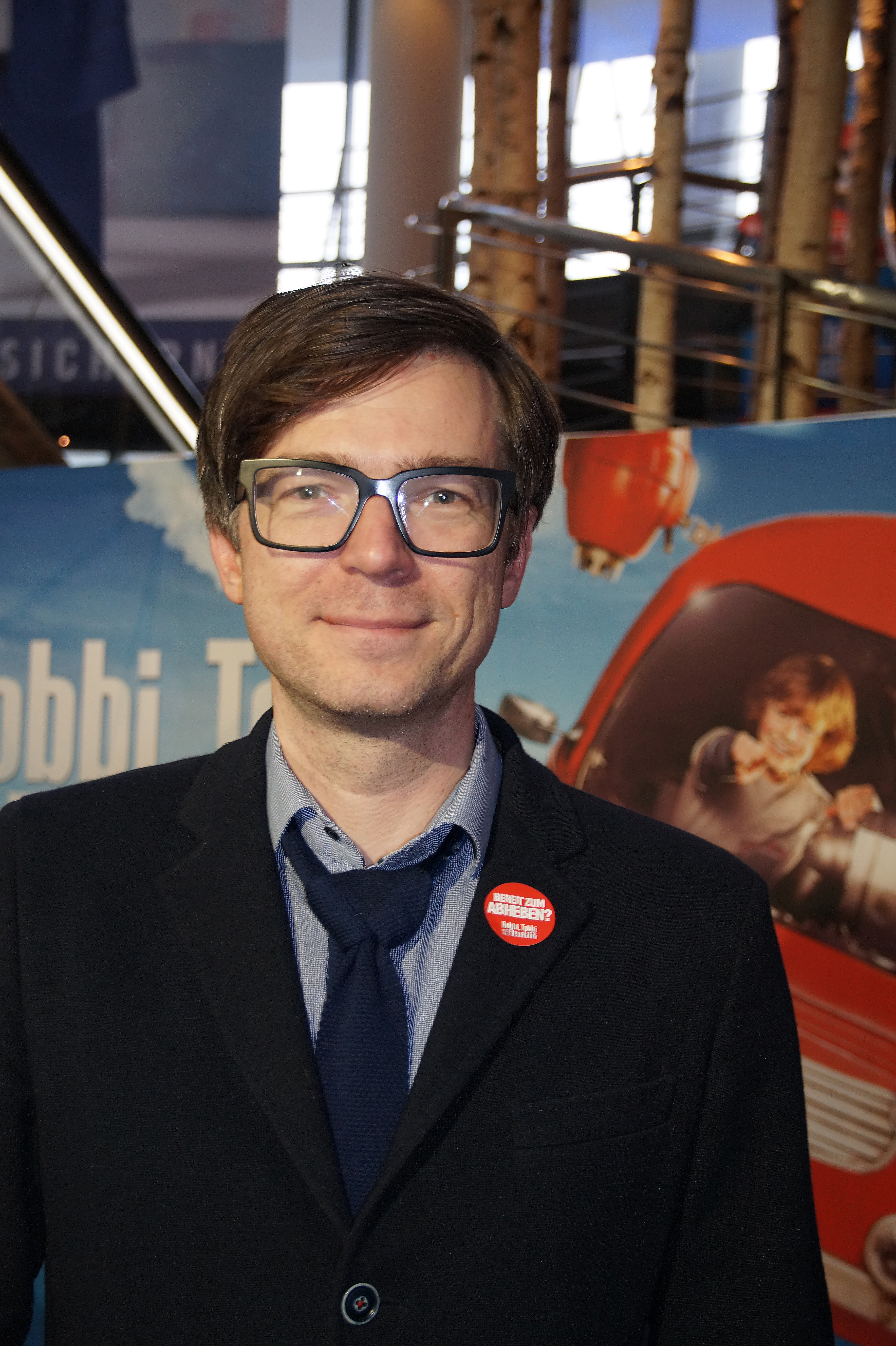
Ralph Caspers bei der Premiere von Robbi, Tobbi und das Fliewatüüt in Köln (2016)

Nach Arbeiten in der Pathologie, einem Schlachthof und einer Werbeagentur absolvierte Caspers diverse Praktika im technischen Bereich (Kamera etc.) in Fernsehproduktionsunternehmen. Später dachte er sich Spiele für die Sat.1-Sendung Geh aufs Ganze! aus. Dort entdeckte ihn Super RTL und produzierte mit ihm 1995 Muuh – Das Tiermagazin.
1996 wechselte Caspers zum Westdeutschen Rundfunk (WDR) und moderierte mit Shary Reeves und Tina Halverscheid ab Januar 1998 den Maus Club. 1997 bis 2002 studierte er an der Kunsthochschule für Medien Köln (KHM); seine Diplomarbeit mit dem Thema Die Entwicklung einer Fernsehsendung wurde unter dem Titel „Late Morgen“ am 16. Februar 2003 im Ersten ausgestrahlt. Es handelte sich hierbei um die erste und einzige Late Night Show für Kinder, die am Morgen lief.
Im Jahr 1999 folgte Caspers’ erste Moderation der Sendung mit der Maus, die er seit September 1999 im Wechsel mit Armin Maiwald und Christoph Biemann gestaltet. Anlässlich des Maus-Geburtstages bereiste er 2005 Japan (Tokio), 2008 die Türkei (Ankara), 2009 Indien (Neu-Delhi), 2010 Südafrika (Pretoria/Tshwane), 2012 Brasilien (Brasília), 2013 Griechenland (Athen), 2014 Island (Reykjavík), 2016 Polen (Warschau), 2017 das Vereinigte Königreich (London), 2019 Frankreich (Paris) und 2020 Dänemark (Kopenhagen). Außerdem besuchte er im Juli 2009 die Aardman Studios in Bristol (England), in denen die Filme mit Shaun dem Schaf entstehen. Für Maus-Fans pflegt Caspers ein Online-Tagebuch.
Von 1999 bis 2002 hatte Caspers im KiKA seine eigene für Kinder gedachte Talkshow QuasselCaspers. Von 2001 bis 2022 stand er beim Wissensmagazin Wissen macht Ah! vor der Kamera, für das er teilweise auch die Drehbücher verfasste. An besonderen Feiertagen wurde von 2003 bis 2004 zusätzlich sein Reportage-Magazin Neufundland ausgestrahlt. Dabei moderierte Caspers zwischen kurzen Filmbeiträgen hinter dem Steuer einer fahrenden goldenen Limousine aus den 1970er Jahren. Insgesamt wurden fünf Folgen gedreht, die jeweils 30 Minuten lang waren. Zudem ist er einer der Experten der Quizshow Frag doch mal die Maus.
Als Teil der medienpädagogischen Offensive „WDR Kinderwelt“ wurde ein Besucherfilm mit Caspers produziert: Die wunderbare Welt des WDR – eine Reise durch Fernsehen, Radio und Internet. Dieser knapp 18 Minuten lange Film wurde am 12. Dezember 2009 im WDR gesendet und seit dem 16. Dezember 2009 den Besuchern des „WDR Kinderstudios“ in Köln gezeigt. Die WDR-Fernsehreihe Quarks moderiert Caspers seit 2010 vertretungsweise, von 2019 bis 2021 wechselweise mit Mai Thi Nguyen-Kim und seitdem mit Florence Randrianarisoa. Seit Ende November 2022 ist Caspers das Gesicht des YouTube-Kanals „Quarks Dimension Ralph“.
Im September 2004 erschien Caspers’ erstes Buch mit dem Titel Wissen macht Ah!. Von 2011 bis 2016 moderierte er im KiKA zusammen mit Christine Henning die Sendung Du bist kein Werwolf – Über Leben in der Pubertät. Von Juli 2012 bis Frühjahr 2013 wirkte er bei Null gewinnt an der Seite von Dieter Nuhr mit. 2016 hatte Caspers eine Schauspielrolle im Kinofilm Robbi, Tobbi und das Fliewatüüt.

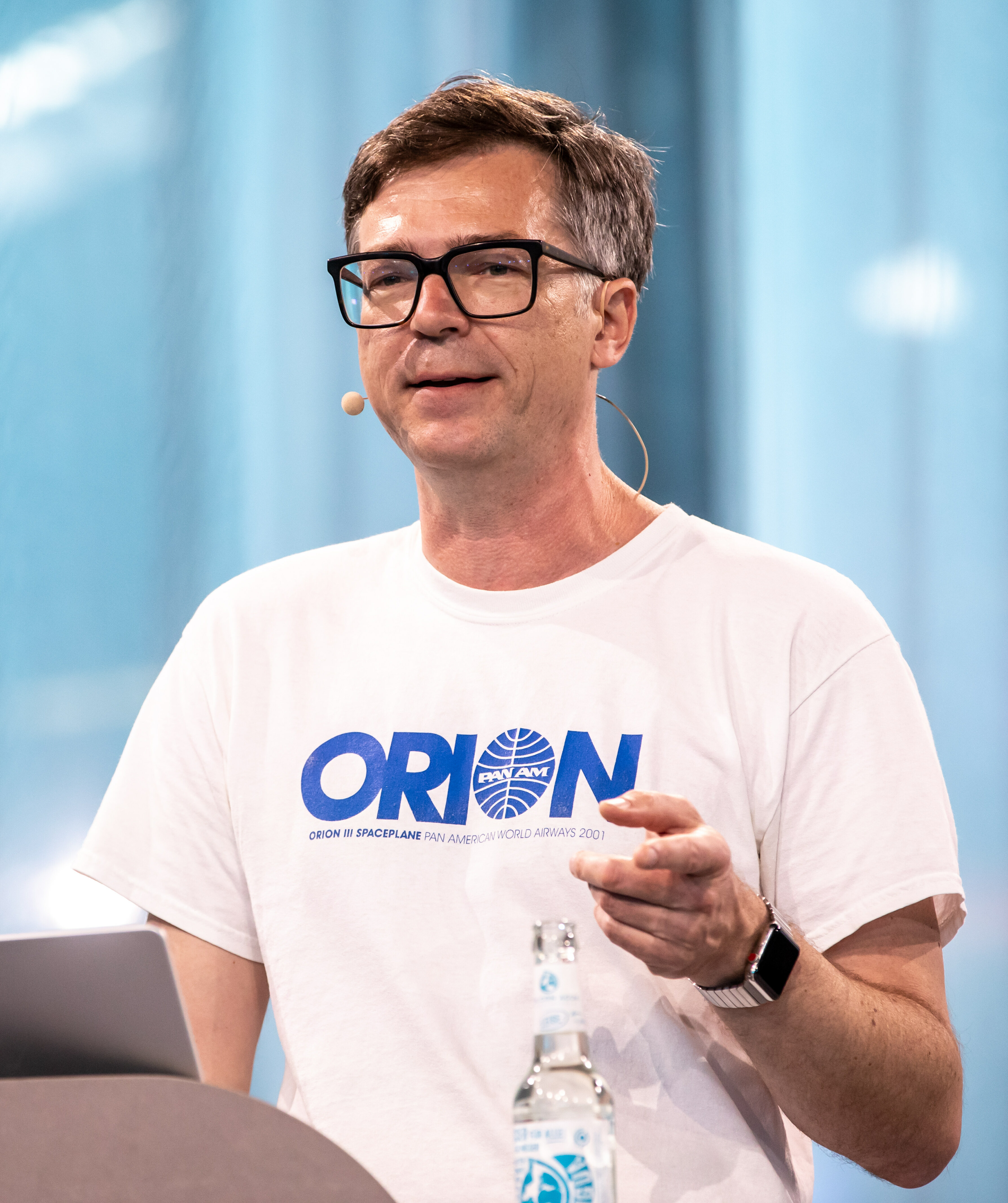
Ralph Caspers bei der Re:publica 2022

Ende Juli 2022 wurde bekannt, dass Ralph Caspers nach mehr als 21 Jahren bei der Sendung Wissen macht Ah! aufhört. Seit September 2022 moderiert Tarkan Bagci neben Clarissa Corrêa da Silva die Sendung.
Seit April 2024 gehört er mit Marwa Eldessouky und Jens Riewa zum Experten-Trio der Ratesendung Frag mich was Leichteres!.

### Privates
Caspers lebt in Köln, ist mit der Filmeditorin Nina Caspers verheiratet und Vater von zwei Söhnen und einer Tochter. Im Rahmen eines Videos für die Sendung Quarks wurde bekannt, dass Caspers gesichtsblind ist und Angst hatte, sein neugeborenes Kind nicht wiederzuerkennen.
Seit November 2011 ist Caspers einer der deutschen Botschafter der UN-Dekade Biologische Vielfalt. Außerdem unterstützt er als Botschafter das Wahlprojekt Kinder- und Jugendwahl U18, bei dem Kinder und Jugendliche vor Landtags- oder Bundestagswahlen symbolisch ihre Stimme abgeben können und so an die Themenbereiche Politik, Wahlen und Demokratie herangeführt werden sollen. Caspers ist auch Botschafter von Klexikon.de, einem Online-Lexikon für Kinder. Auf der Internetkonferenz re:publica 2022 sagte er, dass „es einfach sinnvoll ist, wenn es eine Wikipedia für Kinder gibt, weil manche Sachen sehr komplex sind“.

## Trivia

### Herzglitzer Ralphonus Elvis Maria Caspers
In einer Folge Wissen macht Ah! aus dem Jahr 2012 sagte Ralph Caspers, sein Name solle ab heute Herzglitzer sein. Diese Aussage hat er später weiterentwickelt, dass Herzglitzer Ralphonus Elvis Maria Caspers sein Geburtsname sei und damit zu lang für alle Formulare. Es gibt hierzu keinen unabhängigen Beleg, alle Belege beruhen letztendlich auf seinen Aussagen.

### Geburtsdatum
Er behauptet, er kenne sein genaues Geburtsdatum nicht, da er erst in Deutschland eine Geburtsurkunde erhalten habe. Diese Information bezeichnete er in der Sendung Zimmer frei! vom 21. Februar 2010 als „Quatsch“.

### Todestag 25. August 2013
Nach Aussagen in der WDR-2-Sendung Paternoster zu diesem Datum wollte Caspers ausprobieren, wie einfach es ist, seinen eigenen Tod zu fingieren. Er hat für dieses Experiment beim Kölner Stadtanzeiger eine Todesanzeige für sich aufgegeben und bei Wikipedia sein Todesdatum eingetragen.

## Moderation
- seit 1999: Die Sendung mit der Maus, Das Erste (produziert vom WDR)
- 2001–2022: Wissen macht Ah!, Das Erste und KiKA (produziert vom WDR)
- seit 2010: Quarks, WDR
- seit 2010: Frag doch mal die Maus (Maus-Experte), Das Erste
- 2011–2016: Du bist kein Werwolf – Über Leben in der Pubertät, KiKA
- seit 2015: Lokalzeit extra, WDR (Kommentierung)
- seit 2022: Quarks Dimension Ralph; ein Quarks-Kanal auf YouTube[13]

## Auszeichnungen
- Prix Jeunesse International 2002 für „Können Schweine schwimmen?“ aus der Sendung mit der Maus.[14]
- Emil (Kinderfernsehpreis) 2008 für seine Moderationen in diversen Sendungen
- Ralph Caspers wurde 2009 zusammen mit Alina Freund mit dem Goldenen Spatzen als bester Moderator ausgezeichnet.[15]
- Erich-Kästner-Fernsehpreis 2010 für das Südafrika-Spezial in der Sendung mit der Maus.[16]
- Silver Screen Award in Los Angeles.
- Kinderfernsehpreis des Robert-Geisendörfer-Preises 2011 zusammen mit Katja Engelhardt für ihr Südafrika-Spezial der Sendung mit der Maus
- Grimme-Preis 2012 für Du bist kein Werwolf
- Emil (Kinderfernsehpreis) 2012 für Du bist kein Werwolf
- Brillenträger des Jahres 2017
- Bundesverdienstkreuz am Bande für sein Engagement für die Bildung 2019[17][18]
- Journalistenpreis 2023 der Deutschen Mathematiker-Vereinigung für das Video „Kann die Natur Mathe?“[19] (zusammen mit Jens Hahne und Ingo Knopf)[20]

## Schriften
- Wissen macht Ah! Klugscheißen leicht gemacht. Ullstein, Berlin 2004, ISBN 3-548-36670-8.
- Die Kinder-Uni. Hat der Weltraum eine Tür? Random House Audionauten, Köln 2007, ISBN 978-3-86604-536-1 (Erzähler).
- Die Kinder-Uni. Warum feiern wir Geburtstag? Random House Audionauten, Köln 2007, ISBN 978-3-86604-723-5 (Erzähler).
- Scheiße sagt man nicht! Die 100 (un)beliebtesten Elternregeln. Rowohlt Verlag, Hamburg 2007, ISBN 978-3-499-62212-0.
- Bill Bryson, Eine kurze Geschichte von fast allem. cbj audio, München 2008, ISBN 978-3-86604-963-5 (Erzähler).
- Ich hab's dir ja gesagt: Mutters tollste Sprüche. Rowohlt Verlag, Hamburg 2009, ISBN 978-3-499-62482-7.
- Wissen macht Ah! GeniAh!l – Phänomenale Erfindungen mit Shary und Ralph. Loewe Verlag, Bindlach 2011, ISBN 978-3-7855-7167-5.
- Ab in die Dertschi! 33 Familiengeschichten, die passieren, wenn man sie nur lässt. Mit Ulrich Hoffmann, Campus Verlag, Frankfurt 2016, ISBN 978-3-593-50508-4.
- Wenn Glühwürmchen morsen. Fantastische Geschichten. Thienemann Verlag, Stuttgart 2017, ISBN 978-3-522-18479-3.
- Wenn Riesen reisen. Neue fantastische Geschichten. Thienemann Verlag, Stuttgart 2019, ISBN 978-3-522-18513-4.
- 99 harmlose Fragen für überraschende Unterhaltungen zwischen Eltern und Kindern. Bibliographisches Institut – Duden, Berlin 2020, ISBN 978-3-411-74272-1.
- Wenn Papa jetzt tot ist, muss er dann sterben? Bastei Lübbe, Köln 2020, ISBN 978-3-7325-6075-2.
- Lumpi. Ein Dackel-Bilderbuch. Thienemann-Esslinger Verlag, Stuttgart 2023, ISBN 978-3-522-46034-7.